# Juan Ignacio Silva Cerón
Juan Ignacio Silva Cerón (Montevideo, Uruguay, 15 de enero de 1981) es un exfutbolista presidente de fútbol en Exploradores Artigas O’Higgins (equipo de baby futbol) y Abogado uruguayo. Jugaba como centrocampista y su último equipo profesional fue el Miramar Misiones de la Segunda División de Uruguay. Se recibió de Doctor en Derecho por la Universidad de la República de Uruguay en el año 2015.

## Clubes
| Club                | País      | Año         |
| ------------------- | --------- | ----------- |
| River Plate         | Uruguay   | 2000 - 2002 |
| Deportivo Maldonado | Uruguay   | 2003 - 2004 |
| Comunicaciones      | Guatemala | 2005        |
| Rentistas           | Uruguay   | 2005 - 2006 |
| Rampla Juniors      | Uruguay   | 2006        |
| Triestina           | Italia    | 2007        |
| Peñarol             | Uruguay   | 2007 - 2008 |
| Lyn Oslo            | Noruega   | 2008        |
| Rampla Juniors      | Uruguay   | 2009        |
| Deportes La Serena  | Chile     | 2009        |
| Rampla Juniors      | Uruguay   | 2010        |
| Miramar Misiones    | Uruguay   | 2011 - 2012 |